# Unione goliardica italiana
L'Unione goliardica italiana (in acronimo UGI) fu un'associazione studentesca universitaria.

## Storia
Genericamente viene inquadrata come un'organizzazione di sinistra, inizialmente di area laica e repubblicana, poi dagli anni Sessanta di sinistra tout court, con riferimenti come il Partito Socialista Italiano, ma anche il Partito Comunista Italiano e il Partito Socialista Italiano di Unità Proletaria, che operò all'interno dell'Unione nazionale universitaria rappresentativa italiana (UNURI) dal 1948 al 1968.
L'UNURI fu, fino al 1968, l'organo rappresentativo degli studenti universitari (una sorta di  parlamentino) nel quale erano rappresentate le singole associazioni studentesche che si riconoscevano nei partiti politici presenti in parlamento, e i cui membri venivano eletti nelle periodiche elezioni universitarie. Gli organismi rappresentativi delle singole università mandavano i loro rappresentanti nell'organismo centrale dell'UNURI.

## Aderenti
Iniziarono la loro attività politica, come studenti universitari membri dell'UGI: 
- Lino Jannuzzi
- Marco Pannella
- Franco Roccella
- Gianfranco Spadaccia
- Sergio Stanzani
- Massimo Teodori
- Brunello Vigezzi (dell'originaria area laica anni Cinquanta)
- Vincenzo Balzamo
- Peppino Caldarola (PSIUP)
- Vittorio Campione
- Fabrizio Cicchitto
- Bettino Craxi
- Gianni De Michelis
- Marcello Inghilesi
- Paolo Rossi
- Claudio Signorile
- Roberto Spano
- Valdo Spini (di area socialista, maggioritaria)
- Gian Mario Cazzaniga (di area socialproletaria)
- Aldo Brandirali
- Giulietto Chiesa
- Ugo Finetti
- Paolo Flores d'Arcais
- Andrea Margheri
- Antonella Nappi
- Renato Nicolini
- Achille Occhetto
- Valentino Parlato
- Claudio Petruccioli
- Franco Piperno
- Giacomo Princigalli (area socialista)
- Giulio Quercini
- Franco Russo (di area comunista)
- Ildo Cappelli
- Mario Isnenghi
- Silvio Lanaro
- Peppino Trulli (PSIUP)
- Giuseppe Pupillo
- Roberto Speciale (PSIUP)
- Domenico Di Vito